# جوان دانزيغر
جوان دانزيغر (بالإنجليزية: Joan Danziger)‏ هي نحّاتة أمريكية، ولدت في 17 يونيو 1934 في نيويورك في الولايات المتحدة.

## وصلات خارجية
- الموقع الرسمي